# Obnażeni, prawdziwa historia Depeche Mode
Obnażeni, prawdziwa historia Depeche Mode – książka-biografia grupy Depeche Mode autorstwa Jonathana Millera.
Tytuł oryginału: Stripped: Depeche Mode.
Opublikowano po raz pierwszy: Wielka Brytania, 2003 przez Omnibus Express.
Opublikowano po raz pierwszy w Polsce: 2005 przez In Rock.
Tłumaczenie wersji polskiej: Nina Kozłowska.
- Wydawca – Włodzimierz Wieczorek
- Redakcja – Piotr Stelmach (PR3)
- Liczba stron: 473
- ISBN 978-83-60157-11-4 (twarda oprawa)
- ISBN 83-60157-08-1 (miękka oprawa)